# Бабенко Василь Васильович
Василь Васильович Бабенко (нар. 2 грудня 1919 , Тернова Балка  — пом. 18 січня 2004 )— український радянський військовик, зоотехнік.

## Життєпис
Народився Василь Васильович Бабенко 2 грудня 1919 року у селі Тернова Балка Компаніїського району і вже в два роки залишився сиротою.
Нелегким було сирітське життя, сповнене нестатків, бідувань, поневірянь. Після шести класів у школі продовжив навчання у Новополтавському технікумі конярства.
У 1939 році вступив до артилерійського військового училища тяжкої далекобійної артилерії і закінчив його влітку 1941 року, позачерговий випуск відбувся 14 червня[джерело не вказане 1921 день]. Через тиждень молодий командир прибув до артилерійського полку під Бобруйськом[джерело не вказане 1921 день]. До 1943 року готував бійців артилерійського полку в м. Горький.
На фронт Василь Васильович потрапив у 1943 році[джерело не вказане 1921 день]. У складі 103 бригади 21 артдивізії Першого і Другого Прибалтійських фронтів Бабенко брав участь у важливих наступальних операціях військ на Північно-Західному напрямку[джерело не вказане 1921 день], визволяв Білорусь і Прибалтику[джерело не вказане 1921 день]. За вміле командування батареєю капітан Бабенко нагороджений двома орденами Червоної зірки й орденом Олександра Невського. Тричі був поранений[джерело не вказане 1921 день]. Востаннє — у 1945 році[джерело не вказане 1921 день].
Закінчилася війна, і В.Бабенко повернувся до своєї мирної професії — почав працювати зоотехніком Кіровоградської державної конеферми. Потім був старшим зоотехніком обласного управління сільського господарства.
У перші повоєнні роки працював у Новоукраїнському районі директором держплемрозсадника[джерело не вказане 1921 день], головою колгоспу, секретарем райкому партії при МТС[джерело не вказане 1921 день].
У 1951 році став головою колгоспу імені Сталіна. Із 1954 року в загоні 30-тисячників під час укрупнення господарств очолював колгосп імені Хрущова, який у подальшому було перейменовано на «Росія». У 1956 по 1985 роки — незмінний керівник цього господарства.
Василь Васильович працював, будував, навчався в сільськогосподарській академії.
Отримував нагороди і в  мирний час, такі, як орден Трудового Червоного Прапора, два ордени «Знак Пошани», орден Жовтневої Революції[джерело не вказане 1921 день], медаль «За трудову доблесть».
За успіхи у розвитку сільського господарства, виконання планів виробництва  основних видів сільськогосподарської продукції в 1970 році Головний комітет ВДНГ СРСР нагородив Новоукраїнський район дипломом першого ступеня[джерело не вказане 1921 день], а колгосп «Росія» — дипломом другого ступеня. Голова колгоспу «Росія»[джерело не вказане 1921 день]. В. В. Бабенко та головний агроном районного управління  сільського господарства Д. Г. Башуров відзначені срібними медалями ВДНГ[джерело не вказане 1921 день], 14 працівників колективу — бронзовими[джерело не вказане 1921 день]. Велику роль у здобутті цієї перемоги відіграв В. В. Бабенко[джерело не вказане 1921 день], а  саме його любов до конярства і новаторства в сільськогосподарському виробництві.[джерело не вказане 1921 день]
Стабільно високі врожаї, висока культура землеробства, успішний розвиток тваринництва, конярства, садівництва, городництва — усе це забезпечило господарству мільйонні прибутки. Величезні кошти спрямовувалися на задоволення потреб господарства, на покращення життя людей. Так, за роки господарювання Василя Васильовича Бабенка було збудовано приміщення двох контор, прокладено водогін, дороги з твердим покриттям, закладено житлові будинки на вулицях Комарова, Матросова, Фурманова, нову школу, клуб, дитячий садок, лазню, приміщення тракторних бригад, молочний та свинокомплекси, створено пункти для зберігання сільськогосподарської продукції.
Він виховав двох Героїв Соціалістичної праці (В. С. Андріяша та М. М. Цертія), повного кавалера ордена Слави А. І. Чорновола, заслуженого агронома України А. П. Майданика, кавалера ордена Леніна В. А. Петренка.
Василь Васильович 59 років прожив у щасливому шлюбі зі своєю дружиною Ольгою Олексіївною, разом виростили двох  доньок, дочекалися онуків та правнуків.

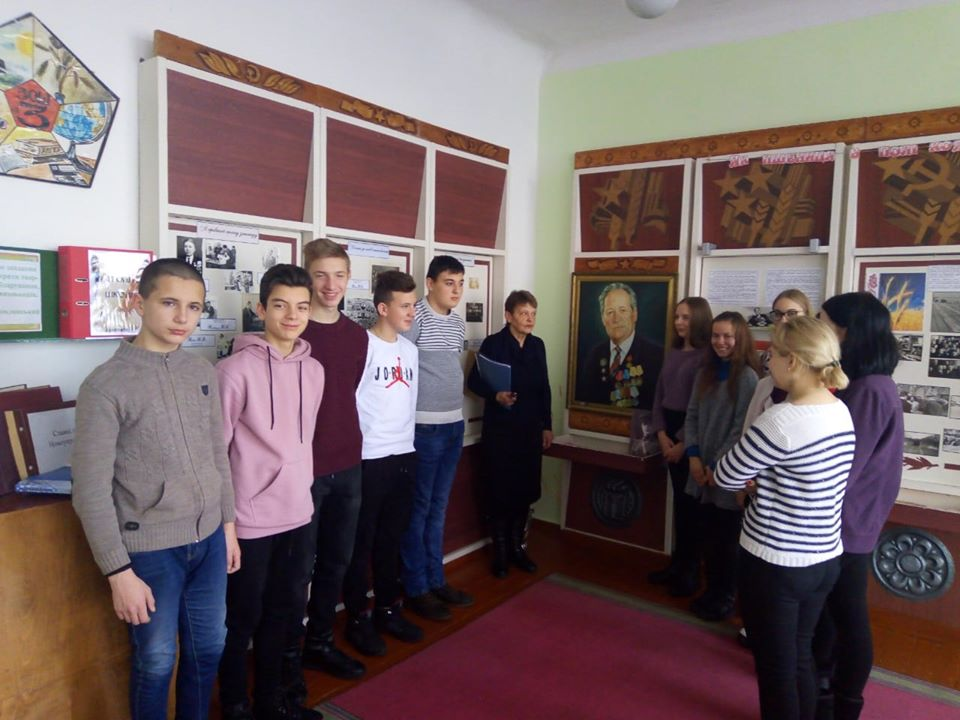
У шкільному музеї урок-пам'яті «Сила і гордість нашої землі», присвячений 100- річчю від дня народження В. В. Бабенка

Був гостем малят колгоспного красеня-дитсадка, зустрічався  з учнями школи № 3.
Помер Василь Бабенко 18 січня 2004 року.
На честь В. Бабенка названа вулиця на території колгоспу «Росія»[джерело не вказане 1921 день]. Силами учнів і вчителів у школі було відкрито музейну кімнату «В. В. Бабенко. Життєвий шлях»[джерело не вказане 1921 день].
Василь Васильович Бабенко удостоєний звання Почесний громадянин.